# Anopinella albolinea
Anopinella albolinea là một loài bướm đêm thuộc họ Tortricidae. Loài này có ở Costa Rica.
Chiều dài cánh trước khoảng 8 mm.